# Liste der österreichischen Meister im Rennrodeln
In der Liste der österreichischen Meister im Rennrodeln werden alle Titelträger bei österreichischen Meisterschaften im Rodeln beziehungsweise ab 1966 im Kunstbahnrodeln aufgeführt.
Bis zum Ende des Kaiserreiches wurden die Meisterschaften als Rodelmeisterschaften der Österreichischen Alpenländer durchgeführt und standen damit zeitweise neben anderen Meisterschaften, wie den Meisterschaften der österreichischen Sudetenländer.
Seit 1905 gab es erste Rennen am Präbichl, die als Österreichische Meisterschaft galten, jedoch noch nicht offiziell waren. 1910 gab es die ersten österreichischen Meisterschaften im Rodeln, die allerdings eher dem heutigen Natur- statt dem heutigen Kunstbahnrodeln entsprachen. Schnell bildeten sich zwei Varianten heraus, das Rodeln auf Naturbahnen ohne ausgebaute Kurven und mit vielen langen Geraden sowie das Rodeln auf vereisten Kunstbahnen mit überhöhten Kurven. Im Laufe der Zeit tendierten beide Varianten immer weiter auseinander, weshalb seit 1966 getrennte Meisterschaften in beiden Klassen durchgeführt werden. Noch intensiver wurde die Trennung durch die Errichtung der Kunsteisbahn in Igls. Seit 2004 gibt es auch Wettbewerbe in den Altersklassen Junioren, Jugend und Schüler, die Doppelsitzer fahren in nur einer einheitlichen Nachwuchsklasse den Titel aus. Die Titelträger im Naturbahnrodeln finden sich in der Liste der österreichischen Meister im Naturbahnrodeln. Seit 2012 gibt es zudem ein Rennen in der Team-Staffel, das jedoch nicht in jedem Jahr ausgetragen wird.

## Leistungsklasse
| Jahr               | Frauen                                       | Männer                                     | Doppel                                                                               |
| ------------------ | -------------------------------------------- | ------------------------------------------ | ------------------------------------------------------------------------------------ |
| 1905               |                                              | Franz Prodinger (Loeben)                   |                                                                                      |
| 1906               |                                              | Adolf Rziha (Mödling)                      |                                                                                      |
| 1907               |                                              | Franz Prodinger (Loeben)                   |                                                                                      |
| 1908               |                                              | Karl Markel (Graz)                         |                                                                                      |
| 1909               |                                              | Ruper Pieber (Vordernberg)                 |                                                                                      |
| 1910               | Grete Schlauch                               | Franz Prodinger (Loeben)                   | Johann Pilgerstorfer (Vordernberg) Karl Rottenmanner (Vordernberg)                   |
| 1911               | Sofie Stern (Reichenberg)                    | Hans Gfäller (Oberaudorf)                  | Hans Gfäller (Oberaudorf) Karl Hagen (Oberaudorf)                                    |
| 1912               |                                              |                                            |                                                                                      |
| 1914 (Natur/Kunst) | Therese Jahnel (Mödling)                     | Karl Markel (Graz)                         | Friedrich Zsák (Graz) Karl Markel (Graz)                                             |
| 1914 (Natur/Kunst) | Karl Markel (Graz)                           |                                            |                                                                                      |
| 1930               | Christine Klecker (Wintersportverein Enzian) | Raimund Bichler (Wintersportverein Enzian) | Oskar Sampl (Wintersportverein Mariazell) Ludwig Pingl (Wintersportverein Mariazell) |
| 1946               | Karla Hauser (SC Liezen)                     | Paul Aste (SV Matrei)                      | Paul Aste (SV Matrei) Hilde Lache (Semmering)                                        |
| 1947               | Karla Hauser (SC Liezen)                     | Robert Bednar (Semmering)                  | Paul Aste (SV Matrei) Pepi Kolb (SV Matrei)                                          |
| 1948               | Karla Hauser (SC Liezen)                     | Josef Isser (ESV Innsbruck)                | Rudi Gugganig (Badgastein) Primus Machreich (Badgastein)                             |
| 1949               | Karla Kienzl (SC Liezen)                     | Felix Pfurtscheller (WSV Schönberg)        | Emil Krausner (Semmering) Ignaz Mader (Semmering)                                    |
| 1950               | Karla Kienzl (SC Liezen)                     | Johann Hauser (ISVV)                       | Erich Raffl (SV Matrei) Helene Huber (ISVV)                                          |
| 1951               | Melita Leimgruber (RV Halltal)               | ?                                          | Michael Leimgruber (RV Halltal) Joser Unterfrauner (RV Halltal)                      |
| 1952               | Maria Isser (SV Matrei)                      | Erich Raffl (SV Matrei)                    | Josef Thaler (SV Matrei) Franz Lechleitner (RV Imst)                                 |
| 1953               | Ida Zangerle (RV Imst)                       | Erich Raffl (SV Matrei)                    | Georg Mariner (TU Inzing) Ewald Mariner (TU Inzing)                                  |
| 1954               | Hanni Schaber (RV Imst)                      | Josef Thaler (RV Imst)                     | Erich Raffl (SV Matrei) Willi Schöpf (SV Fulpmes)                                    |
| 1955               | Ida Zangerle (RV Imst)                       | Anton Fischler (RV Halltal)                | Josef Thaler (SV Matrei) Luis Posch (RV Imst)                                        |
| 1956               | Elly Lieber                                  | Josef Thaler (SV Matrei)                   | Josef Thaler (SV Matrei) Luis Posch (RV Imst)                                        |
| 1957               | Maria Isser (SV Matrei)                      | ?                                          | Josef Thaler (SV Matrei) Luis Posch (RV Imst)                                        |
| 1958               | Maria Isser (SV Matrei)                      | Franz Isser (SV Matrei)                    | Franz Isser (SV Matrei) Karl Feistmantl (RV Halltal)                                 |
| 1959               | –                                            | –                                          | –                                                                                    |
| 1960               | –                                            | –                                          | –                                                                                    |
| 1961               | Helene Thurner (SV Schönwies)                | Anton Venier (SV Schönwies)                | Josef Feistmantl (RV Halltal) Fink (WSV Schönwies)                                   |
| 1962               | Helene Thurner (SV Schönwies)                | Josef Feistmantl (RV Halltal)              | –                                                                                    |
| 1963               | Maria Isser (SV Matrei)                      | Josef Feistmantl (RV Halltal)              | Josef Feistmantl (RV Halltal) Manfred Steng (RV Salzburg)                            |
| 1964               | Helene Thurner (SV Schönwies)                | Reinhold Senn (RV Imst)                    | Josef Feistmantl (RV Halltal) Manfred Steng (RV Salzburg)                            |
| 1965               | Helene Thurner (SV Schönwies)                | Reinhold Senn (RV Imst)                    | Josef Feistmantl (RV Halltal) Manfred Steng (RV Salzburg)                            |
| 1966               | Helene Thurner (SV Schönwies)                | Josef Feistmantl (RV Halltal)              | Helmut Thaler (RV Imst) Reinhold Senn (RV Imst)                                      |
| 1967               | Ruth Oberhöller (SV Matrei)                  | Josef Feistmantl (RV Halltal)              | Helmut Thaler (RV Imst) Reinhold Senn (RV Imst)                                      |
| 1968               | Marlene Korthals (WSV Wörschach)             | Oswald Haller (WSV Schönberg)              | Manfred Schmid (SV Liezen) Ewald Walch (ESV Hatting)                                 |
| 1969               | –                                            | –                                          | –                                                                                    |
| 1970               | Antonia Mayr (RV Bischofshofen)              | Josef Feistmantl (RV Halltal)              | Manfred Schmid (SV Liezen) Ewald Walch (ESV Hatting)                                 |
| 1971               | Angelika Schafferer (RV Halltal)             | Manfred Schmid (SV Liezen)                 | Günther Lemmerer (SV Liezen) Walter Pirkmann (SV Liezen)                             |
| 1972               | Antonia Mayr (RV Bischofshofen)              | Manfred Schmid (SV Liezen)                 | Manfred Schmid (SV Liezen) Ewald Walch (ESV Hatting)                                 |
| 1973               | Angelika Schafferer (RV Halltal)             | Manfred Schmid (SV Liezen)                 | Manfred Schmid (SV Liezen) Franz Schachner (SV Liezen)                               |
| 1974               | –                                            | –                                          | –                                                                                    |
| 1975               | –                                            | –                                          | –                                                                                    |
| 1976               | –                                            | –                                          | –                                                                                    |
| 1977               | Angelika Schafferer (RV Halltal)             | Manfred Schmid (SV Liezen)                 | Manfred Schmid (SV Liezen) Reinhold Sulzbacher (SV Liezen)                           |
| 1978               | Angelika Schafferer (RV Halltal)             | Rudolf Schmid (SV Liezen)                  | Günther Lemmerer (SV Liezen) Gerhard Sandbichler (SV Igls)                           |
| 1979               | Angelika Schafferer (RV Halltal)             | Albert Graf (SC Liezen)                    | Gerhard Sandbichler (SV Igls) Manfred Hofer (SV Igls)                                |
| 1980               | Angelika Schafferer (RV Halltal)             | Georg Fluckinger (SC Kufstein)             | Günther Lemmerer (SV Liezen) Reinhold Sulzbacher (SV Liezen)                         |
| 1981               | Angelika Schafferer (RV Halltal)             | Georg Fluckinger (SC Kufstein)             | Georg Fluckinger (SC Kufstein) Karl Schrott (RV Imst)                                |
| 1982               | Annefried Göllner (RV Imst)                  | Otto Mayregger (SC Igls)                   | Günther Lemmerer (SV Liezen) Reinhold Sulzbacher (SV Liezen)                         |
| 1983               | Annefried Göllner (RV Imst)                  | Gerhard Sandbichler (SC Igls)              | Georg Fluckinger (SC Kufstein) Franz Wilhelmer (WSV Bludenz)                         |
| 1984               | Annefried Göllner (RV Imst)                  | Georg Fluckinger (SC Kufstein)             | Georg Fluckinger (SC Kufstein) Franz Wilhelmer (WSV Bludenz)                         |
| 1985               | Annefried Göllner (RV Imst)                  | Gerhard Sandbichler (SC Igls)              | Georg Fluckinger (SC Kufstein) Franz Wilhelmer (WSV Bludenz)                         |
| 1986               | Sylvia Manzenreiter (SC Igls)                | Otto Mayregger (SC Igls)                   | Manfred Heinzelmaier (WSV Bludenz) Fredi Rüzler (WSV Bludenz)                        |
| 1987               | Annefried Göllner (RV Imst)                  | Markus Prock (WSV Mieders)                 | Markus Prock (WSV Mieders) Robert Manzenreiter (SC Igls)                             |
| 1988               | Angelika Neuner (TSU Innsbruck)              | Markus Prock (WSV Mieders)                 | Georg Fluckinger (SC Kufstein) Robert Manzenreiter (SC Igls)                         |
| 1989               | Angelika Neuner (TSU Innsbruck)              | Manfred Heinzelmaier (WSV Bludenz)         | Manfred Heinzelmaier (WSV Bludenz) Herbert Studer (WSV Bludenz)                      |
| 1990               | Angelika Neuner (TSU Innsbruck)              | Markus Prock (WSV Mieders)                 | Gerhard Gleirscher (TSU Telfes) Markus Schmidt (WSV Breitenbach)                     |
| 1991               | Angelika Neuner (TSU Innsbruck)              | Markus Prock (WSV Mieders)                 | Gerhard Gleirscher (TSU Telfes) Markus Schmidt (WSV Breitenbach)                     |
| 1992               | Doris Neuner (TSU Innsbruck)                 | Markus Prock (WSV Mieders)                 | Gerhard Gleirscher (TSU Telfes) Markus Schmidt (WSV Breitenbach)                     |
| 1993               | Doris Neuner (TSU Innsbruck)                 | Markus Prock (WSV Mieders)                 | Tobias Schiegl (WSV Langkampfen) Markus Schiegl (WSV Langkampfen)                    |
| 1994               | Andrea Tagwerker (WSV Bludenz)               | Markus Prock (WSV Mieders)                 | Tobias Schiegl (WSV Langkampfen) Markus Schiegl (WSV Langkampfen)                    |
| 1995               | Irene Zechner                                | Gerhard Gleirscher (TSU Telfes)            | Tobias Schiegl (WSV Langkampfen) Markus Schiegl (WSV Langkampfen)                    |
| 1996               | Angelika Neuner (TSU Innsbruck)              | Gerhard Gleirscher (TSU Telfes)            | Tobias Schiegl (WSV Langkampfen) Markus Schiegl (WSV Langkampfen)                    |
| 1997               | Angelika Neuner (TSU Innsbruck)              | Markus Kleinheinz (SC Igls)                | Tobias Schiegl (WSV Langkampfen) Markus Schiegl (WSV Langkampfen)                    |
| 1998               | Angelika Neuner (TSU Innsbruck)              | Gerhard Gleirscher (TSU Telfes)            | Tobias Schiegl (WSV Langkampfen) Markus Schiegl (WSV Langkampfen)                    |
| 1999               | Angelika Neuner (TSU Innsbruck)              | Gerhard Gleirscher (TSU Telfes)            | Tobias Schiegl (WSV Langkampfen) Markus Schiegl (WSV Langkampfen)                    |
| 2000               | Angelika Neuner (TSU Innsbruck)              | Markus Kleinheinz (SV Igls)                | Tobias Schiegl (WSV Langkampfen) Markus Schiegl (WSV Langkampfen)                    |
| 2001               | Angelika Neuner (TSU Innsbruck)              | Rainer Margreiter (SV Igls)                | Tobias Schiegl (WSV Langkampfen) Markus Schiegl (WSV Langkampfen)                    |
| 2002               | Andrea Tagwerker (WSV Bludenz)               | Markus Prock (WSV Mieders)                 | Tobias Schiegl (WSV Langkampfen) Markus Schiegl (WSV Langkampfen)                    |
| 2003               | Nina Reithmayer (SVO Eisbären)               | Markus Kleinheinz (SV Igls)                | Andreas Linger (RV Halltal) Wolfgang Linger (RV Halltal)                             |
| 2004               | Sonja Manzenreiter (SV Igls)                 | Armin Pfister (TI Sparkasse)               | Tobias Schiegl (WSV Langkampfen) Markus Schiegl (WSV Langkampfen)                    |
| 2005               | Sonja Manzenreiter (SV Igls)                 | Markus Kleinheinz (SV Igls)                | Peter Penz (TI Sparkasse) Georg Fischler (RV Halltal)                                |
| 2006               | Veronika Halder (RV Matrei)                  | Markus Kleinheinz (SV Igls)                | Tobias Schiegl (WSV Langkampfen) Markus Schiegl (WSV Langkampfen)                    |
| 2007               | Nina Reithmayer (SVO Eisbären)               | Martin Abentung (SV Igls)                  | Peter Penz (TU Innsbruck) Georg Fischler (HLSZ)                                      |
| 2008               | Veronika Halder (RV Matrei)                  | Daniel Pfister (TU Innsbruck)              | Tobias Schiegl (WSV Langkampfen) Markus Schiegl (WSV Langkampfen)                    |
| 2009               | Nina Reithmayer (SVO Eisbären)               | Daniel Pfister (TU Innsbruck)              | Tobias Schiegl (WSV Langkampfen) Markus Schiegl (WSV Langkampfen)                    |
| 2010               | Nina Reithmayer (SVO Eisbären)               | Reinhard Egger (SV Langkampfen)            | Tobias Schiegl (WSV Langkampfen) Markus Schiegl (WSV Langkampfen)                    |
| 2011               | Nina Reithmayer (SVO Eisbären)               | Reinhard Egger (SV Langkampfen)            | Andreas Linger (RV Halltal) Wolfgang Linger (RV Halltal)                             |
| 2012               | Nina Reithmayer (SVO Eisbären)               | Manuel Pfister (TU Innsbruck)              | Peter Penz (TU Innsbruck) Georg Fischler (HLSZ)                                      |
| 2013               | Nina Reithmayer (SVO Eisbären)               | Manuel Pfister (TU Innsbruck)              | Peter Penz (TU Innsbruck) Georg Fischler (HLSZ)                                      |
| 2014               | Miriam Kastlunger (RV Halltal)               | Wolfgang Kindl (SV Igls)                   | Andreas Linger (RV Halltal) Wolfgang Linger (RV Halltal)                             |
| 2015               | Miriam Kastlunger (RV Halltal)               | Wolfgang Kindl (SV Igls)                   | Peter Penz (TU Innsbruck) Georg Fischler (HLSZ)                                      |
| 2016               | Miriam Kastlunger (RV Halltal)               | Wolfgang Kindl (SV Igls)                   | Peter Penz (TU Innsbruck) Georg Fischler (HLSZ)                                      |
| 2017               | –                                            | Wolfgang Kindl (SV Igls)                   | Peter Penz (TU Innsbruck) Georg Fischler (HLSZ)                                      |
| 2018               | Hannah Prock (RRC Innsbruck)                 | Wolfgang Kindl (SV Igls)                   | Peter Penz (TU Innsbruck) Georg Fischler (HLSZ)                                      |
| 2019               | –                                            | Wolfgang Kindl (SV Igls)                   | Thomas Steu (RC Bludenz) Lorenz Koller (RV Halltal)                                  |
| 2020               | Madeleine Egle (SV Rinn)                     | Wolfgang Kindl (SV Igls)                   | Thomas Steu (RC Bludenz) Lorenz Koller (RV Halltal)                                  |
| 2021               | Madeleine Egle (SV Rinn)                     | Jonas Müller (RC Bludenz)                  | Thomas Steu (RC Bludenz) Lorenz Koller (RV Halltal)                                  |

### Team-Staffel
| Jahr | Frauen                          | Männer                          | Doppel                                          |
| ---- | ------------------------------- | ------------------------------- | ----------------------------------------------- |
| 2012 | Mona Wabnigg                    | Daniel Pfister (TU Innsbruck)   | Peter Penz (TU Innsbruck) Georg Fischler (HLSZ) |
| 2013 | –                               | –                               | –                                               |
| 2014 | Nina Reithmayer (TSU Innsbruck) | Reinhard Egger (SV Langkampfen) | Peter Penz (TU Innsbruck) Georg Fischler (HLSZ) |
| 2015 | –                               | Wolfgang Kindl (SV Igls)        | Peter Penz (TU Innsbruck) Georg Fischler (HLSZ) |
| 2016 | Miriam Kastlunger (RV Halltal)  | Wolfgang Kindl (SV Igls)        | Peter Penz (TU Innsbruck) Georg Fischler (HLSZ) |
| 2017 | –                               | Wolfgang Kindl (SV Igls)        | David Trojer Philip Knoll                       |
| 2018 | –                               | –                               | –                                               |
| 2019 | –                               | –                               | –                                               |
| 2020 | –                               | –                               | –                                               |
| 2021 | –                               | –                               | –                                               |

## Juniorenklasse
| Jahr | Frauen                         | Männer                          | Doppel                                              |
| ---- | ------------------------------ | ------------------------------- | --------------------------------------------------- |
| 2004 | Simone Unsinn (TI Sparkasse)   | Daniel Pfister (TU Innsbruck)   | –                                                   |
| 2005 | Simone Unsinn (TI Sparkasse)   | Wolfgang Kindl (SV Igls)        | –                                                   |
| 2006 | –                              | Wolfgang Kindl (SV Igls)        | –                                                   |
| 2007 | –                              | Wolfgang Kindl (SV Igls)        | –                                                   |
| 2008 | Viktoria Hölzl                 | Wolfgang Kindl (SV Igls)        | –                                                   |
| 2009 | Mona Wabnigg                   | Reinhard Egger (SV Langkampfen) | –                                                   |
| 2010 | Mona Wabnigg                   | Christian Eisner                | Markus Treichl () Armin Frauscher (RV Halltal)      |
| 2011 | Mona Wabnigg                   | David Gleirscher (RV Halltal)   | –                                                   |
| 2012 | Miriam Kastlunger (RV Halltal) | David Gleirscher (RV Halltal)   | David Trojer Philip Knoll                           |
| 2013 | Miriam Kastlunger (RV Halltal) | David Gleirscher (RV Halltal)   | Thomas Steu (RC Bludenz) Lorenz Koller (RV Halltal) |
| 2014 | Nina Prock                     | Armin Frauscher (RV Halltal)    | Thomas Steu (RC Bludenz) Lorenz Koller (RV Halltal) |
| 2015 | Madeleine Egle (SV Rinn)       | Nico Gleirscher (RV Halltal)    | David Trojer Philip Knoll                           |
| 2016 | Madeleine Egle (SV Rinn)       | –                               | David Trojer Philip Knoll                           |
| 2017 | Hannah Prock (RRC Innsbruck)   | –                               | Florian Schmid Fabian Strickner                     |
| 2018 | Hannah Prock (RRC Innsbruck)   | –                               | Juri Gatt (SV Rinn) Riccardo Schöpf (RV Imst)       |
| 2019 | Lisa Schulte (SV Igls)         | Bastian Schulte (SV Igls)       | Juri Gatt (SV Rinn) Riccardo Schöpf (RV Imst)       |
| 2020 | Lisa Schulte (SV Igls)         | Florian Tanzer                  | Juri Gatt (SV Rinn) Riccardo Schöpf (RV Imst)       |

## Jugendklasse
| Jahr | Frauen                         | Männer                       | Doppel |
| ---- | ------------------------------ | ---------------------------- | ------ |
| 2004 | ?                              | ?                            | –      |
| 2005 | Viktoria Hölzl (RV Halltal)    | David Schweiger (RV Halltal) | –      |
| 2006 | Viktoria Hölzl (RV Halltal)    | Markus Treichl (RV Halltal)  | –      |
| 2007 | Miriam Kastlunger (RV Halltal) | Markus Treichl (RV Halltal)  | –      |
| 2008 | Miriam Kastlunger (RV Halltal) | Lorenz Koller (RV Halltal)   | –      |
| 2009 | –                              | Michael Mayer                | –      |
| 2010 | –                              | Nico Gleirscher (RV Halltal) | –      |
| 2011 | –                              | Nico Gleirscher (RV Halltal) | –      |
| 2012 | Sabrina Salchner               | –                            | –      |
| 2013 | Anna Saulīte                   | Fabian Künstner              | –      |
| 2014 | Hannah Prock (RRC Innsbruck)   | Jakob Schmid                 | –      |
| 2015 | Selina Egle (SV Rinn)          | –                            | –      |
| 2016 | Selina Egle (SV Rinn)          | Kassian Schwarz              | –      |
| 2017 | Selina Egle (SV Rinn)          | Kassian Schwarz              | –      |
| 2018 | Marie Sprenger                 | Florian Tanzer               | –      |
| 2019 | Dorothea Schwarz               | Fabio Zauser                 | –      |
| 2020 | Anna Lerch                     | Johannes Scharnagl           | –      |

## Schülerklasse
| Jahr | Frauen                          | Männer                          | Doppel |
| ---- | ------------------------------- | ------------------------------- | ------ |
| 2004 | Sarah Oberhöller (TI Sparkasse) | Simon Kollienz (SV Langkampfen) | –      |
| 2005 | Verena Permoser (TI Sparkasse)  | Stefan Frauscher (TI Sparkasse) | –      |
| 2006 | Stefanie Nagele (TI Sparkasse)  | Nico Gleirscher (RV Halltal)    | –      |
| 2007 | –                               | Nico Gleirscher (RV Halltal)    | –      |
| 2008 | Madeleine Egle (SV Rinn)        | Michael Zorn                    | –      |
| 2009 | Viktoria Haller                 | Marcel Gleinser                 | –      |
| 2010 | –                               | –                               | –      |
| 2011 | Selina Egle (SV Rinn)           | Juri Kastner                    | –      |
| 2012 | Selina Egle (SV Rinn)           | Juri Gatt (SV Rinn)             | –      |
| 2013 | Selina Egle (SV Rinn)           | –                               | –      |
| 2014 | Dorothea Schwarz                | Christopher Karl                | –      |
| 2015 | Dorothea Schwarz                | Patrick Schulte                 | –      |
| 2016 | Laila Paganini                  | Kassian Schwarz                 | –      |
| 2017 | Maja Niederegger                | Dennis Wirth                    | –      |
| 2018 | Annina Grundböck                | Dennis Wirth                    | –      |
| 2019 | Mona Schmidt                    | Moritz Achmüller                | –      |
| 2020 | Nina Grumser                    | Hendrik Ribis                   | –      |